# Ali Abbas (Fußballspieler)
Ali Abbas Mshehid Al-Hilfi (arabisch علي عباس مشيهد الحلفي, * 30. August 1986 in Bagdad) ist ein irakischer ehemaliger Fußballspieler. Abbas gewann 2007 mit der irakischen Nationalelf die Asienmeisterschaft und beantragte wenige Monate später während eines Qualifikationsspiels mit der Olympiaauswahl in Australien politisches Asyl.

## Karriere
Ali Abbas spielte im Irak für Al-Talaba und Al-Quwa al-Dschawiya und gehörte 2007 zum Aufgebot bei der Asienmeisterschaft, als das irakische Nationalteam überraschend den Titel gewann. Abbas kam dabei im Turnierverlauf zu zwei Einsätzen, darunter kurz vor Spielende beim 1:0-Finalerfolg gegen Saudi-Arabien. Im November 2007 setzte sich Abbas gemeinsam mit zwei weiteren Spielern nach einem Qualifikationsspiel mit dem irakischen Olympiateam (U-23) in Australien von der Mannschaft ab und beantragte Asyl.
Nachdem ihm von australischer Seite politisches Asyl gewährt wurde, kehrte er im Februar 2009 in den Irak zurück, um bei seinem bisherigen Klub Al-Quwa die internationale Freigabe zu erbitten. Im Anschluss setzte er seine Karriere in Australien bei den Marconi Stallions in der New South Wales Premier League (NSWPL) fort, nachdem er zuvor bei einem Probetraining bei den Newcastle United Jets durchgefallen war. Der Linksfuß stand mit Marconi im Meisterschaftsfinale 2009, das allerdings mit 1:4 gegen die Sutherland Sharks verloren ging. Abbas gehörte dabei zu den überragenden Akteuren der NSWPL, belegte in der Wahl zum Spieler des Jahres Rang 2 und wurde in das All-Star-Team der Saison gewählt.
Kurze Zeit später erhielt er schließlich als Ersatz für den Langzeitverletzten Shaun Ontong doch noch einen Vertrag bis Saisonende in der A-League bei den Newcastle Jets. Der Vertrag wurde nach Saisonende verlängert. Anfang Mai 2012 gab Newcastles Trainer Gary van Egmond bekannt, dass Abbas keinen neuen Vertrag angeboten bekommt und den Verein zum Saisonende verlassen wird. Noch im selben Monat unterschrieb Abbas einen Zwei-Jahres-Vertrag beim Sydney FC. 2016 wechselte er für ein halbes Jahr zu den Pohang Steelers und schloss sich 2017 dann Wellington Phoenix an. 2018 beendete er seine Karriere.
Im Januar 2012 erhielt er die australische Staatsbürgerschaft.
Im Oktober 2014 wurde er erstmals seit seiner Flucht wieder für die irakische Nationalmannschaft nominiert und absolvierte beim 1:1 gegen den Jemen am 10. Oktober 2014 sein erstes Länderspiel seit 2007.